# Abadie-Zeichen
Das Abadie-Zeichen ist eine nach dem französischen Ophthalmologen Jean Marie Charles Abadie bezeichnete vermehrte Innervation des Musculus levator palpebrae mit Lidretraktion (Zurückbleiben des Oberlides) beim Morbus Basedow.